# Fairey Albacore
Pour les articles homonymes, voir Albacore (homonymie).
Le Fairey Albacore est un bombardier-torpilleur biplan embarqué britannique construit par Fairey Aviation entre 1939 et 1943 pour la Fleet Air Arm de la Royal Navy. L'avion est utilisé pendant la Seconde Guerre mondiale .

## Conception
Il est conçu pour un équipage de trois hommes afin de mener des missions de repérage et de reconnaissance ainsi que le bombardement (en plongée et avec torpille). L'Albacore est aussi conçu comme un remplaçant au vieillissant Fairey Swordfish, qui est entré en service en 1936. L'Albacore étant aussi un biplan, on pensait que les améliorations par rapport au Swordfish ne serait que très légères. La seule grande différence au premier coup d’œil est que l'Albacore possède une cabine de pilotage fermée pour protéger son équipage. 800 Albacore furent construits mais seulement 400 furent vraiment utiles à la Royal Air Force .
L'Albacore a servi avec le Swordfish et est retiré du service avant lui, étant remplacé par les bombardiers monoplan Fairey Barracuda et le Grumman TBF Avenger.

## Engagements

### Sur le front
La Royal Navy reçut ses premiers Albacores le 15 mars 1940 qu'elle envoya directement sur les porte-avions britanniques HMS Formidable, HMS Victorious et HMS Illustrious.
Certain Albacores furent envoyés dans des escadrons à Coimbatore, au Tanganyika  et au Kenya.
L'avion jouera un rôle crucial dans la Bataille du cap Matapan au large de la Grèce en mars 1941 .
Le 26 janvier 1942, un Albacore fut abattu par des appareils de l'Armée impériale japonaise pendant la bataille d'Endau de la campagne de Malaisie du théâtre extrême-oriental, la Malaisie étant alors colonie de l'Empire britannique.
Le 9 mars 1942, 12 Albacore du porte-avions HMS Victorious sont lancés à l'attaque du cuirassé allemand Tirpitz en mer près de Narvik, en Norvège. Grâce à des informations communiquées par l'un des six appareils équipés de radar, les Albacores torpillent le cuirassé nazi, lui infligeant de sérieux dommages et de nombreux mois de réparation .
En novembre 1942, l'opération Torch - débarquement des Alliés en Afrique du Nord (Maroc et Algérie) - fut la dernière opération de grande envergure des Fairey Albacore. Pas moins de quatre squadrons de la Fleet Air Arm participèrent aux attaques contre l’artillerie des troupes de Vichy fidèles à la collaboration, et contre les éventuels navires de la Kriegsmarine patrouillant au large du Maroc et de l’Algérie .
Un Albacore du Squadron 822 repéra un sous-marin U-Boot aux abords d’Oran. Le submersible fut pris en chasse par deux Liberator du Coastal Command, mais il réussit à s’enfuir.
Le 24 mai 1944 un torpilleur allemand fut coulé grâce à la vigilance d'un Albacore qui effectuait une patrouille.

### En patrouilles
L'Albacore fut utilisé dans la plupart des cas pour effectuer des patrouilles ou des missions de seconde importance avec des unités spéciales de la R.A.F. comme la pose de mines marines. Ils ont patrouillé en Afrique de l'Est, à Malte et au Moyen-Orient.

### Opérations civiles
Certain appareils aidèrent les civils par des épandages aériens de démoustication (probablement de DDT) à Djouba, au Soudan (actuellement capitale du Soudan du Sud), et Nairobi, capitale du Kenya.

### Canada
La Royal Canadian Navy et la Royal Canadian Air Force se sont vu attribuer en mai 1943 plusieurs Albacores. Ils seront en service jusqu'en 1949 et seront les derniers biplans utilisés par les Canadiens.

## Avion restant de nos jours
Il ne reste plus qu'un Albacore de nos jours, il se trouve au Fleet Air Arm Museum près de Bristol (Royaume-Uni).

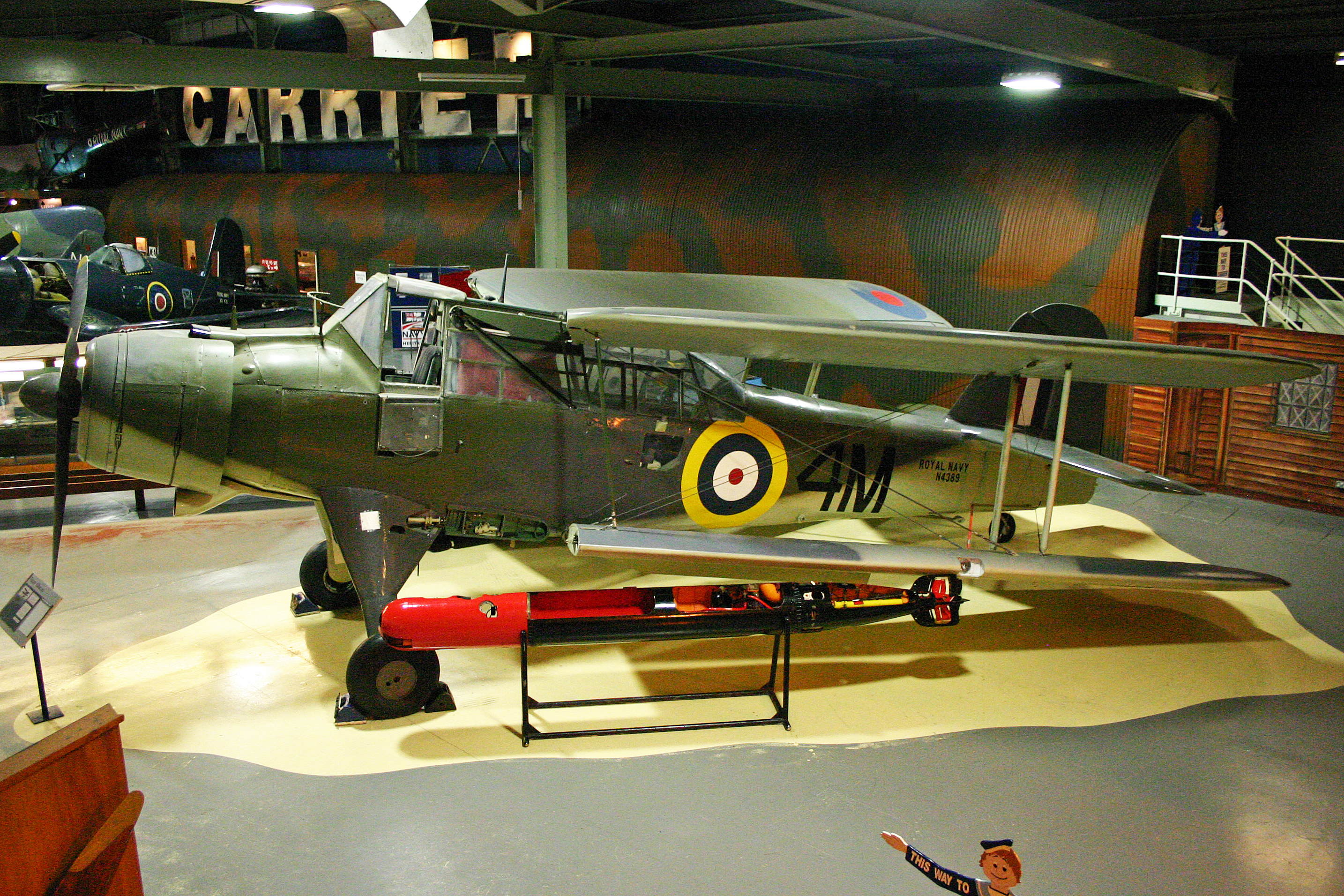
L'Albacore du Fleet Air Arm Museum